# San José Chiapas
San José Chiapas är en ort i Mexiko.   Den ligger i kommunen Santa María Teopoxco och delstaten Oaxaca, i den sydöstra delen av landet, 270 km sydost om huvudstaden Mexico City. San José Chiapas ligger 1 803 meter över havet och antalet invånare är 107.
Terrängen runt San José Chiapas är kuperad åt sydost, men åt nordväst är den bergig. Terrängen runt San José Chiapas sluttar österut. Runt San José Chiapas är det ganska tätbefolkat, med 144 invånare per kvadratkilometer. Närmaste större samhälle är San Gabriel Casa Blanca, 19,4 km väster om San José Chiapas. Omgivningarna runt San José Chiapas är en mosaik av jordbruksmark och naturlig växtlighet.